# Bartomeu Fiol
Bartomeu Fiol Móra (Palma de Mallorca, 12 de noviembre de 1933-id., 8 de agosto de 2011) fue un empresario hostelero y poeta español en lengua catalana.

## Biografía
Licenciado en Ciencias Políticas en la Universidad Complutense de Madrid, durante la década de 1950 aparecen sus primeras poesías, editadas privadamente y a las que renunció más tarde. La literatura no le ofrece salidas y, tras un recorrido por diferentes trabajos e iniciativas, el mundo de la hostelería en un espacio turístico como Baleares le permite cierto éxito como empresario de una cadena hotelera. No obstante, Bartomeu Fiol no pierde su interés en la poesía y sigue escribiendo y publicando. 

## Poesía
La primera obra fue Calaloscans (1966), una reflexión sobre el futuro colectivo. Solo algunos conocedores de la poesía en catalán valoraron sus obras, pero no obtuvo éxito entre la crítica y los lectores. Considerada su obra como extraña e inclasificable, siguió publicando —Camp Rodó (1973) y Calaportal de Cavorques (1985)— donde reflexiona sobre la sociedad balear sometida a cambios bruscos por el turismo. Fue con la reedición de toda su obra en 1999 (Camps de marina i suburbials: obra poètica 1, Cròniques bàrbares: obra poètica 2, Canalla lluny de Grècia: obra poètica 3 y Carants: obra poètica 4 —este volumen incluye la obra inédita Quòdlibets de coetanis que foren—) cuando finalmente alcanzó reconocimiento y fama. Fue presidente de la Obra Cultural Balear y ganó el Premio literario Ciudad de Palma y en 2005 el Premio Carles Riba de poesía.

## Obra
- Calaloscans (1966)
- Camp rodó (1973)
- Contribució de bàrbars (1980)
- Capells de ferro a Son Cabaspre (1984)
- Calaportal de Cavorques (1985)
- Contribució de Verges (1990)
- Canalla contra «Establishment» (1995)
- La comunió dels sants o els morts ho callam tot (1997)
- Cave carmina, cape canes (1998)
- Catàleg de matèria (1998)
- Cròniques bàrbares: obra poètica 2 (1999)
- Tot jo és una exageració (1999)
- Camps de marina i suburbials: obra poètica 1 (2000)
- Canalla lluny de Grècia: obra poètica 3 (2001)